# Хуан Родрігес Вега
Хуан Родрігес Вега (ісп. Juan Rodríguez; 16 січня 1944, Сантьяго — 1 вересня 2021) — чилійський футболіст, що грав на позиції захисника.
Виступав, зокрема, за клуби «Універсідад де Чилі» та «Атлетіко Еспаньйол», а також національну збірну Чилі.

## Клубна кар'єра
У дорослому футболі дебютував 1963 року виступами за команду «Універсідад де Чилі», в якій провів сім сезонів, взявши участь у 155 матчах чемпіонату. Більшість часу, проведеного у складі «Універсідад де Чилі», був основним гравцем захисту команди і виграв з командою чемпіонат Чилі чотири рази, в 1964, 1965, 1967 і 1969 роках.
Протягом 1970—1971 років захищав кольори клубу «Уніон Еспаньйола», після чого перебрався до мексиканського клубу «Атлетіко Еспаньйол» і відіграв за команду з Агуаскальєнтеса наступні сім сезонів своєї ігрової кар'єри. З командою він став віце-чемпіоном Мексики в 1974 році, а через рік виграв Кубок чемпіонів КОНКАКАФ.
Згодом Хуан Родрігес повернувся на батьківщину і з 1978 по 1979 рік по сезону грав у складі команд «Коло-Коло» та «Кокімбо Унідо», а завершив ігрову кар'єру у команді «Ньюбленсе», за яку виступав протягом 1980 року.

## Виступи за збірну
18 серпня 1968 року дебютував в офіційних іграх у складі національної збірної Чилі в матчі Тихоокеанського кубку проти збірної Перу, що завершився з рахунком 2:1.
У складі збірної був учасником чемпіонату світу 1974 року у ФРН, на якому зіграв один матч проти збірної ФРН 14 липня 1974 року, який і став останнім для Родрігеса у футболці збірної
Загалом протягом кар'єри у національній команді, яка тривала 7 років, провів у її формі 25 матчів.

## Досягнення
Збірна Чилі
- Володар Тихоокеанського кубка: 1968
- Володар Кубка Хуана Пінто Дурана: 1971

«Універсідад де Чилі»
- Чемпіон Чилі (4): 1964, 1965, 1967, 1969
- Срібний призер чемпіонату Чилі: 1963
- Бронзовий призер чемпіонату Чилі: 1968

«Уніон Еспаньйола»
- Срібний призер чемпіонату Чилі: 1970
- Бронзовий призер чемпіонату Чилі: 1971

«Атлетіко Еспаньйол»
- Срібний призер чемпіонату Мексики: 1974
- Володар Кубка чемпіонів КОНКАКАФ: 1975